# 博比·埃文斯
博比·埃文斯（英語：Bobby Evans，1927年7月16日—2001年9月1日），苏格兰男子足球运动员，司职后卫。他曾代表苏格兰代表队参加1954年和1958年国际足联世界杯，两届比赛均止步小组赛阶段。